# سلاگینلا بیفیدا
سلاگینلا بیفیدا (نام علمی: Selaginella bifida) نام یک گونه از سرده علف خوک است.